# Delfin Lorenzana
Delfin Negrillo Lorenzana, född 28 oktober 1948 i Midsayap, är Filippinernas försvarsminister sedan 2016. Lorenzana har tjänstgjort som generalmajor i Filippinernas armé och varit befälhavare för landets specialstyrkor.